# ゴードン・ティール
ゴードン・キッド・ティール（Gordon Kidd Teal、1907年1月10日 - 2003年1月7日）は米国の技術者で、チョクラルスキー法によってトランジスタを改良するための、高純度ゲルマニウム単結晶を製造する方法を開発した。
モーガン・スパークスと共に、バイポーラ接合トランジスタの製造に必要な構成を作り出すプロセスの改良を発明した。テキサス・インスツルメンツ在籍中に最初のシリコン・トランジスタを開発したことが最も有名である。

## 生いたちと教育
ティールはテキサス州南ダラスでオリン・アリソン・ティールとアゼリア・キッドの間に生まれた。父親は1897年にジョージア州からテキサス州に渡ってきた。ゴードンはテキサス州ダラスのブライアン・ストリート高校で総代を務め、1924年に卒業した。1927年にベイラー大学で数学と化学の学士号を、1928年と1931年にブラウン大学で物理化学の修士号と博士号をそれぞれ取得した。ブラウン大学時代、チャールズ・クラウス教授の研究室で、当時は役に立たないとされていたゲルマニウム元素について研究を開始した。

## ベル研究所時代
1930年にベル研究所に入社したティールは、22年間在籍し、ゲルマニウムやシリコンの研究を続けた。 1947年にベル研究所のウィリアム・ショックレーのグループがトランジスタを発明したとき、ティールは、当時使われていた多結晶体ではなく単結晶で作れば、トランジスタに大きな改善がもたらされると気づき、成長接合単結晶技術を開発した。

## テキサス・インスツルメンツ時代
1952年、ダラスに本社を置くテキサス・インスツルメンツ（TI）は、AT&Tの製造部門であるウェスタン・エレクトリック社からゲルマニウムトランジスタの製造ライセンスを購入し、ニューヨークタイムズに研究部長を募集する広告を掲載した。ティールは、故郷のダラスを懐かしみながら、これに応じ、パトリック・E・ハガティに採用された。ハガティは、TIが新しく急速に拡大する半導体産業の最先端を走り続けるために、科学者とエンジニアのチームを立ち上げるために彼を雇ったのである。1953年1月1日、副社長補佐としてTIに入社したティールは、半導体結晶の成長に関するすべての専門知識を持っていた。
最初の仕事は、TI社の中央研究所（Central Research Laboratories、CRL）を組織することであった。ティールの経歴から、この新しい部門はベル研究所をモデルにしたものとなった。

### シリコン・トランジスタ
1954年4月、ティールのTI CRLチームは、初の商用シリコントランジスタを作成し、1954年4月14日にテストを行った。1954年5月10日、オハイオ州デイトンで開催された無線学会（IRE）の航空電子工学に関する全国会議で、ティールはこの成果を世界に公表した。
「シリコントランジスタの見通しは暗いと同僚が言っていたのに反して、私はたまたまこのポケットの中に数個持っている」。ティールはこの会議で「シリコンとゲルマニウムの材料とデバイスにおけるいくつかの最近の発展」という論文も発表した。

### その他の実績
1957年、ティールとCRLは、超高純度シリコンの化学還元法を開発した。1958年、CRLの従業員であるジャック・キルビーが最初の集積回路を開発した。その他にも、赤外線技術やデジタル信号処理など、多くの画期的な開発が行われ、当初は石油探査業界向けに開発され、その後、宇宙や防衛用途に開発された。
1963年から1964年にかけて、ティールはTIの国際技術部長となり、TIの国際企業としての成長を促進した。イギリス、フランス、イタリアに滞在し、その科学的、工業的側面で最も活躍した。

### 金属材料研究所初代所長
1965年、テキサス・インスツルメンツを休職して、ワシントンD.C.にある国立標準局の材料研究所の初代所長に就任した。2年間の任期終了後、テキサス・インスツルメンツに戻り、1972年に退社するまで在籍した。

### 引退
テキサス・インスツルメンツを退職した後も、ティールはテキサス・インスツルメンツと国防総省のコンサルタントとして働き、多くの科学団体に参加している。

## 私生活
1931年3月7日にリダ・ルイーズ・スミスと結婚し3人の息子を儲けた。ロバート・キャロル、ドナルド・フレイザー、スティーブン・オバニオン・ティールである。

## 受賞・栄典
- IEEE栄誉賞（1968年）
- アカデミー・オブ・アチーブメント Golden Plate Award （1967年）[4]

## 死と遺産
2003年1月7日に死去。
2013年5月、ベイラー大学の理事会は、新しい学生寮をゴードン・ティール・レジデンシャル・カレッジと命名し、ティールを称えた。